# Чистий коефіцієнт відтворення населення
Чистий коефіцієнт відтворення населення (нетто-коефіцієнт відтворення) — коефіцієнт відтворення населення, що виражений середнім числом дівчаток, яких жінка народила за весь плідний період її життя і які дожили до віку, в якому була жінка при народженні цих дівчаток.
Цей показник нагадує загальний коефіцієнт відтворення населення, але бере до уваги той факт, що деякі жінки не доживуть до завершення свого плідного віку. Якщо чистий коефіцієнт відтворення населення дорівнює одиниці, то це означає, що кожна жінка має якраз досить дочок, щоб замістити себе в популяції. Якщо цей показник менший від одиниці, тоді народжуваність населення буде нижчою від рівня відтворення.
Цей показник набуває більшої ваги в тих регіонах, де використання технологій відтворення суттєво впливає на співвідношення статей і (або) середня тривалість життя є низькою.
За оцінками ООН теперішній (2010-15) чистий коефіцієнт відтворення дорівнює приблизно 1,1 дочки на одну жінку.